# Danedream
Danedream (* 7. Mai 2008; † 31. August 2023) war ein auf dem Brümmerhof in Deutschland gezogenes und von Peter Schiergen trainiertes Englisches Vollblutpferd. Am 2. Oktober 2011 gewann die Stute unter Jockey Andrasch Starke den Prix de l’Arc de Triomphe und erzielte für ihren Besitzer ein Preisgeld in Höhe von 2.285.600 Euro. Dies war nach Star Appeal erst der zweite Sieg eines deutschen Pferdes in diesem bedeutenden Rennen. Am 21. Juli 2012 gewann sie in Ascot die King George VI And Queen Elizabeth Stakes, ein Gruppe-1-Rennen mit einem Preisgeld von insgesamt einer Million Pfund. Damit ist Danedream die erste Stute, die sowohl den Arc als auch die King George gewinnen konnte. Mit einer Gewinnsumme von nunmehr über 3,6 Millionen Euro konnte Danedream den bisherigen Rekord von Paolini übertreffen.

## Karriere
Ihren ersten Sieg in einem Gruppenrennen erzielte Danedream am 29. Mai 2011 in Mailand, als sie die italienischen Oaks (Gruppe 2) mit einem Vorsprung von sechseinhalb Längen gewinnen konnte. Unter Jockey Andrasch Starke erzielte sie dabei ein Preisgeld in Höhe von 200.000 Euro. Nach einem fünften Platz im Abu Dhabi Prix de Malleret (Gruppe 2) in Saint-Cloud gewann sie am 24. Juli 2011 den erstmals seit 67 Jahren wieder auf der Galopprennbahn Hoppegarten ausgetragenen Großen Preis von Berlin (ehem. Deutschland-Preis) und am 4. September den renommierten Großen Preis von Baden (beide Gruppe 1). Auch diese Rennen konnte sie mit fünf beziehungsweise sechs Längen Vorsprung gewinnen.
Mit ihrem Fünflängensieg in Paris beim Arc de Triomphe konnte Danedream außerdem den bisherigen Bahnrekord über 2400 Meter, aufgestellt 1997 von Peintre Celebre, um elf Hundertstel Sekunden auf 2:24,49 Sekunden verbessern. Dabei ließ sie neben anderen hoch eingeschätzten Gegnern auch den Vorjahressieger Workforce hinter sich wie auch den mehrfachen Gruppe-1-Sieger So You Think, der Anfang September erst die Irish Champion Stakes hatte gewinnen können, ein Gruppe-1-Rennen mit einem Preisgeld von 750.000 Euro, davon 428.000 für den Sieger. Die Zweitplatzierte der Irish Champion Stakes, Snow Fairy, erreichte unter Jockey Frankie Dettori im „Arc“ den dritten Platz hinter Danedream und der Außenseiterin Shareta.
Danedreams Einstufung durch deutsche, französische und britische Ratingagenturen war nach dem Sieg im Arc außergewöhnlich hoch. Das deutsche GAG (Generalausgleichsgewicht) wurde auf 104 kg festgelegt, dem entsprechen auch die 128 Pfund der französischen und englischen Bewertung. Zum Vergleich: Das höchste nach heutigen Maßstäben vergebene GAG betrug 105 kg für den Hengst Manduro.
Nach ihrem Sieg beim Prix de l’Arc de Triomphe als Mitfavoritin ins Rennen gegangen, konnte Danedream am 25. November 2011 beim Japan Cup, dem bedeutendsten Galopprennen Japans, nach ungünstigem Rennverlauf nur den sechsten Platz erringen. Sie war damit aber immerhin noch das beste ausländische Pferd.
Vierjährig begann Danedream die Saison beim Großen Preis der Badischen Unternehmer (Gruppe II) in Baden-Baden. Sie gewann zwar, aber ihr Sieg war wenig überzeugend. Als sie dann als Favoritin im Grand Prix de Saint-Cloud nur den vierten und letzten Platz belegte (es starteten nur 4 Pferde da alle anderen ihre Nennung zurückgezogen hatten, da sie nicht glaubten gegen Danedream eine Chance zu haben), glaubten viele Beobachter schon, ihre große Zeit wäre vorbei. Wenig später konnte sie jedoch ihre Zweifler eindrucksvoll mit einem Sieg bei den King George VI And Queen Elizabeth Stakes gegen starke internationale Konkurrenz widerlegen. Bislang war ein fünfter Platz des berühmten Erlenhofers Orsini im Jahre 1959 die beste Platzierung eines deutschen Pferdes in diesem bedeutendsten und höchstdotierten europäischen Sommer-Galopprennen, zu dem auch ältere Pferde zugelassen sind. Mit ihrem Sieg im King George avancierte Danedream außerdem zum bis dato gewinnreichsten deutschen Rennpferd.
Im Großen Preis von Baden des Jahres 2012 verteidigte sie ihren Vorjahressieg, geritten von Andrasch Starke. Dies war ihr letztes Rennen auf deutschem Boden. In Folge war noch ein Einsatz beim Prix de l’Arc de Triomphe sowie am Japan-Cup im November 2012 vorgesehen. Anfang Oktober 2012 wurde das Gebiet der Kölner Rennbahn, wo auch Danedream untergebracht ist, zum Quarantänegebiet erklärt. Grund war der positiven Befund der Infektiöse Anämie bei einem Pferd in einer benachbarten Tierklinik. Dies hatte zur Folge, dass kein Pferd aus dem Quarantänegebiet dieses innerhalb der nächsten drei Monate verlassen durfte.

## Nachkommen
Im November 2012 wurde sie nach England gebracht. Hier wurde sie vom hoch erfolgreichen Hengst Frankel (14 Siege in 14 Rennen) gedeckt, einen zweifachen Cartier Racing Award – Rennpferd des Jahres in Europa – Preisträgers. Am 27. Januar 2014 brachte sie ihr erstes Fohlen zur Welt, Nothing But Dreams, eine Stute. Danedream soll vorerst weiterhin auf dem Newsells Park Stud in England bleiben, um ein weiteres Mal von Frankel gedeckt zu werden.

## Hintergrund

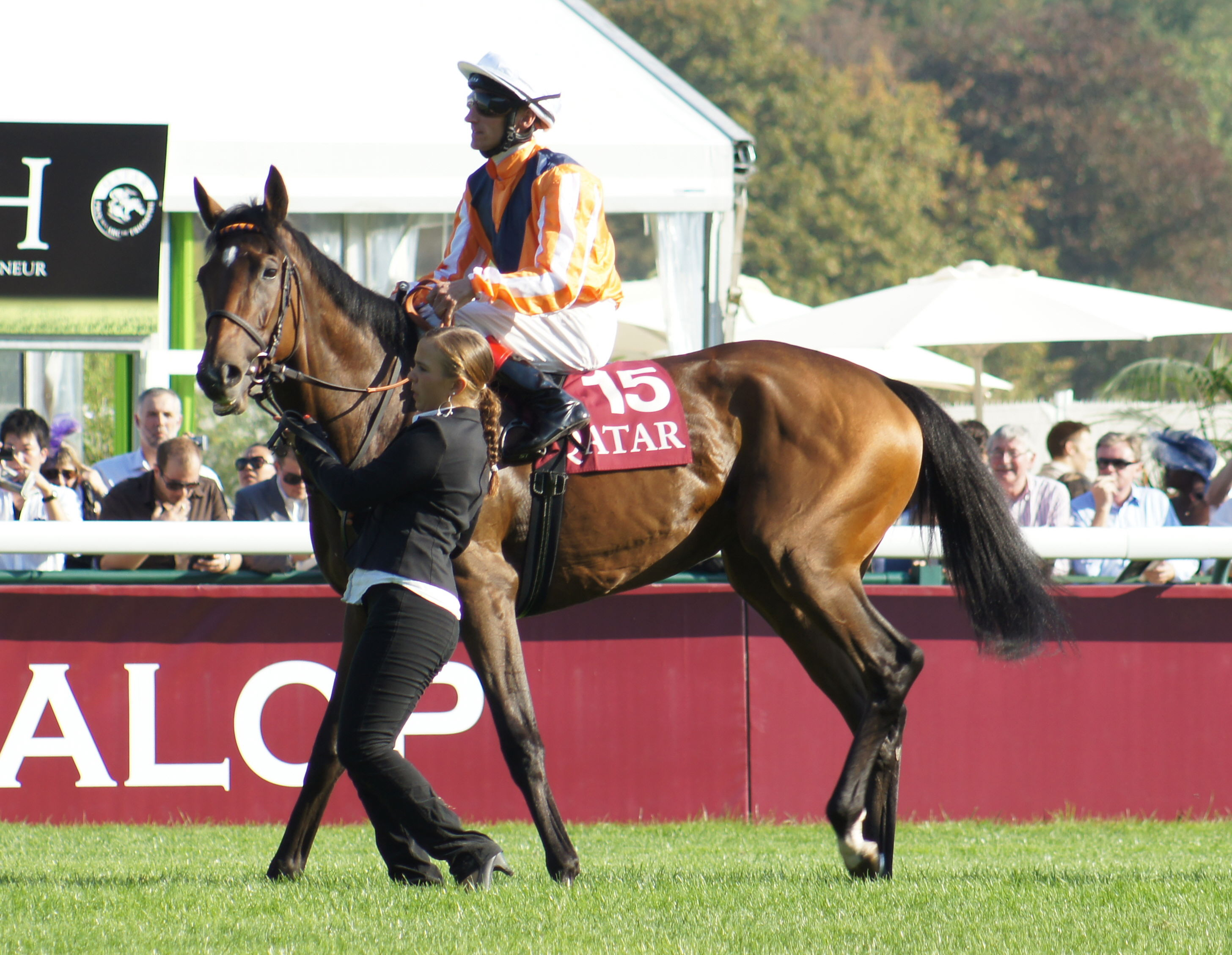
Vor dem Gewinn des Prix de l’Arc de Triomphe (Oktober 2011)

Die Acherner Unternehmer Heiko und Helmut Volz hatten die Stute 2010 für nur 9000 Euro auf der Iffezheimer Frühjahrsauktion ersteigert. Ihr Vater Lomitas hatte den Großen Preis von Baden 1991 für sich entscheiden können und wurde im selben Jahr von den Zuschauern der Sportschau zum Galopper des Jahres gewählt. Als Zuchthengst war Lomitas ebenfalls erfolgreich. Sein Sohn Belenus gewann 1999 das Deutsche Derby in Hamburg. Demselben Jahrgang gehörten auch die mehrfachen Gruppe-1-Sieger Sumitas und Silvano an. Letzterer konnte sowohl in Hongkong als auch in den USA und Singapur jeweils ein Gruppe-1-Rennen für sich entscheiden.

## Auszeichnungen
- Bei den Cartier Racing Awards 2011, die die besten Galopprennpferde Europas ehren, gewann Danedream die Auszeichnung „Beste 3-jährige Stute“. Außerdem war sie in der vom englischen Rennpferd Frankel gewonnenen Kategorie „Rennpferd des Jahres“ nominiert. Danedream ist damit das erste in Deutschland trainierte Rennpferd, das bei der seit 1991 jährlich stattfindenden Preisverleihung einen Titel erringen konnte.[15]
- Danedream wurde sowohl zum Galopper des Jahres des Jahres 2011 als auch des Jahres 2012 gewählt. Bei der Wahl für 2011 bekam sie 90 Prozent der abgegebenen gültigen Stimmen, der höchste Prozentsatz seit Einführung der Wahl 1957.[16] Die Wahl für 2012 gewann sie ebenfalls überlegen mit 79 % der Stimmen.